# نيكو يموان
نيكو يموان (بالإنجليزية: Nico Lemoine)‏ هو لاعب كرة قدم أمريكي في مركز الوسط، ولد في 10 أبريل 2000 في ليفرمور في الولايات المتحدة. لعب مع Rio Grande Valley FC Toros ‏.

## وصلات خارجية
- نيكو يموان على موقع الدوري الأمريكي (الإنجليزية)
- نيكو يموان على موقع قاعدة بيانات كرة القدم.إي يو (الإنجليزية)